# Syzygium alyxiifolium
Syzygium alyxiifolium là một loài thực vật có hoa trong Họ Đào kim nương. Loài này được (Ridl.) I.M.Turner miêu tả khoa học đầu tiên năm 1997.